# Antonimina
Antonimina est une commune italienne de la province de Reggio de Calabre dans la région Calabre en Italie.

## Administration
| Période                                  | Période | Identité | Étiquette | Qualité |
| ---------------------------------------- | ------- | -------- | --------- | ------- |
|                                          |         |          |           |         |
| Les données manquantes sont à compléter. |         |          |           |         |

### Communes limitrophes
Ciminà, Cittanova, Gerace, Locri, Portigliola, Sant'Ilario dello Ionio

## Personnalités liées
- Rosa Staltari (1951-1974), née à Antonimina, religieuse, reconnue vénérable.